# Лилеково
Лилеково е село в Южна България.
То се намира в община Чепеларе, област Смолян.

## География
Село Лилеково се намира в планински район.